# Каменєва Майя Михайлівна
Майя Михайлівна Каменєва (нар. 30 квітня 1935, село Сотницька Балка, тепер Новоукраїнського району Кіровоградської області) — українська радянська діячка, ланкова колгоспу «Победа» Маловисківського району Кіровоградської області. Депутат Верховної Ради УРСР 7-9-го скликань.

## Біографія
Народилася у родині робітника. Освіта середня.
У 1952—1956 роках — робітниця Оникіївського лісництва (лісгоспзагу) Кіровоградської області.
З 1956 р. — колгоспниця, з 1961 року — ланкова колгоспу «Победа» села Оникієве Маловисківського району Кіровоградської області. У 1970 році ланка Каменєвої одержала із кожного гектара по 404 центнери цукрових буряків, по 72 центнери зерна кукурудзи, по 19,5 центнерів соняшника.
Потім — на пенсії у селі Оникієве Маловисківського району Кіровоградської області.

## Нагороди
- орден Леніна (1965)
- ордени
- медаль «За доблесну працю. На ознаменування 100-річчя з дня народження Володимира Ілліча Леніна»
- Мала срібна медаль Виставки досягнень народного господарства СРСР (1962)
- медалі